# Casa Castro
La Casa Castro és una obra del municipi de Flix (Ribera d'Ebre) inclosa en l'Inventari del Patrimoni Arquitectònic de Catalunya.

## Descripció
La Casa Castro està situada dins del nucli urbà de la vila de Flix, al bell mig del terme i en la confluència de la plaça Major i el carrer Gombau.
És un edifici entre mitgeres de planta rectangular, amb la coberta de dos vessants i terrat davanter, distribuït en planta baixa, tres pisos i golfes. La part més destacable de l'edifici és la planta baixa, bastida en carreus de pedra ben desbastats. Destaca el portal d'accés principal, rectangular i amb un emmarcament de pedra en relleu, amb la llinda formada per dovelles regulars. A la part superior de la clau hi ha una petita orla datada l'any 1733. Les plantes superiors, arrebossades i pintades, presenten balcons exempts amb les llosanes motllurades i a les golfes hi ha petites finestres rectangulars. El terrat està delimitat per una barana de gelosia.

## Història
La casa va ser bastida vers el 1733, com ho testimonia la data incisa sobre la llinda de la porta principal.